# Hamilton (Victoria)
Hamilton is een plaats in de staat Victoria in Australië. Ze telt ruim 10.000 inwoners (in 2011) en ligt 300 kilometer ten westen van Melbourne, de hoofdstad van Victoria, en is gesticht in 1851. Hamilton noemt zich de huidige wol-hoofdstad van de wereld. Dat heeft betrekking op het lokaal al sinds tijden op grote schaal weiden van schapen. 

## Geboren
- Edward Kenna, kreeg Victoria Cross toegewezen, geboren in 1919.
- Sir Reginald Ansett, oprichter van Ansett Airways.
- David Hawker, voormalig spreker van het Australische parlement van 1983 - 2010.
- Mark Day, geboren in 1943, journalist.
- Xavier Samuel, bekend van The Twilight Saga: Eclipse
- Jan Smithwick, Australische basketballer.

Ararat ·
Ballarat ·
Benalla ·
Bendigo ·
Geelong ·
Hamilton ·
Horsham ·
Melbourne (hoofdstad) ·
Moe ·
Morwell ·
Mildura ·
Portland ·
Sale ·
Shepparton ·
Swan Hill ·
Traralgon ·
Wangaratta · 
Warrnambool ·
Wodonga